# دائرة أنتويرب
دائرة أنتويرب هي دائرة إدارية في بلجيكا، تتبع أنتفيرب، بلغ عدد سكانها 1٬085٬832 نسمة، في 2010، تبلغ مساحتها 1٬000٫31 كيلومتر مربع.

## التقسيمات الإدارية
- Aartselaar [الإنجليزية]‏
- أنتويرب
- Boechout [الإنجليزية]‏
- Boom, Belgium [الإنجليزية]‏
- Borsbeek [الإنجليزية]‏
- Brasschaat [الإنجليزية]‏
- Brecht, Belgium [الإنجليزية]‏
- Edegem [الإنجليزية]‏
- إيسن، بلجيكا
- Hemiksem [الإنجليزية]‏
- Hove, Belgium [الإنجليزية]‏
- Kalmthout [الإنجليزية]‏
- Kapellen, Belgium [الإنجليزية]‏
- Kontich [الإنجليزية]‏
- Lint, Belgium [الإنجليزية]‏
- Malle [الإنجليزية]‏
- مورتسيل
- نيل
- رنست [الإنجليزية]‏
- Rumst [الإنجليزية]‏
- Schelle [الإنجليزية]‏
- Schilde [الإنجليزية]‏
- شوتان
- Stabroek [الإنجليزية]‏
- Wijnegem [الإنجليزية]‏
- Wommelgem [الإنجليزية]‏
- Wuustwezel [الإنجليزية]‏
- Zandhoven [الإنجليزية]‏
- Zoersel [الإنجليزية]‏
- Zwijndrecht, Belgium [الإنجليزية]‏.